# Cepora pactolicus
Cepora pactolicus é uma borboleta da família Pieridae. Ela pode ser encontrada em Bornéu.